# Asplundia rivularis
Asplundia rivularis är en enhjärtbladig växtart som först beskrevs av Carl Lindman, och fick sitt nu gällande namn av Gunnar Wilhelm Harling. Asplundia rivularis ingår i släktet Asplundia och familjen Cyclanthaceae. Inga underarter finns listade.